# 张江有轨电车
张江有轨电车，运营名称为“张江有轨电车1路”，是上海浦東新區的一条已停运的现代化有轨电车线路，使用的是法国劳尔公司的Translohr。虽名为“有轨电车”，但属于胶轮导向电车系统，而非真正传统意义上的有轨电车。
张江有轨电车于2007年12月23日开工，于2009年12月31日建成通车，2010年1月1日正式载客运营，2023年6月1日停运，现已被拆除。原计划分多期建设，一期工程东起松涛路祖冲之路（上海轨道交通2号线张江高科站），西至丹桂路金秋路，全线长约9.8公里，共设15个站点，设停车场1座。全线单一票价人民幣2元。参与上海公交、轨道交通的换乘优惠。

## 特色
- 张江有轨电车大部分运行路径都在道路中央。其车站除利用原张江高科地铁站车站南侧的便道所设置的终点站外，均设置于道路中央，其中部分车站为双向岛式站台，另有部分车站为分设在路口两侧的单向侧式站台，而两段终点站为双向侧式站台。
- 张江有轨电车的车门采取的是“需要再开启”模式，当车辆停靠站台后，上车门外、下车门内的绿灯会亮起，需要上下的乘客按钮，该扇车门方才开启，如果无人按钮，则该扇车门不会开启，车门关闭时，会有与地铁列车关门时类似的告警音。
- 张江有轨电车前后挂了号牌，不过并不是标准的（蓝底白字）。

## 走向和设站

张江有轨电车线路图

双向走向相同。张江地铁站站为站前折返，张东路金秋路站为站后折返方式。
走向为：张江高科地铁站南侧便道、碧波路、达尔文路、华佗路、蔡伦路、哥白尼路、紫薇路、高斯路、广兰路、丹桂路、张东路。
- 张东路金秋路站是线路的东端终点站，位于张东路金秋路路口北侧，为侧式站台。该站只在站后有一条单渡线而只支持进行站后单线折返。西侧配置为下客专用月台，东侧为往张江地铁站站。

## 车辆

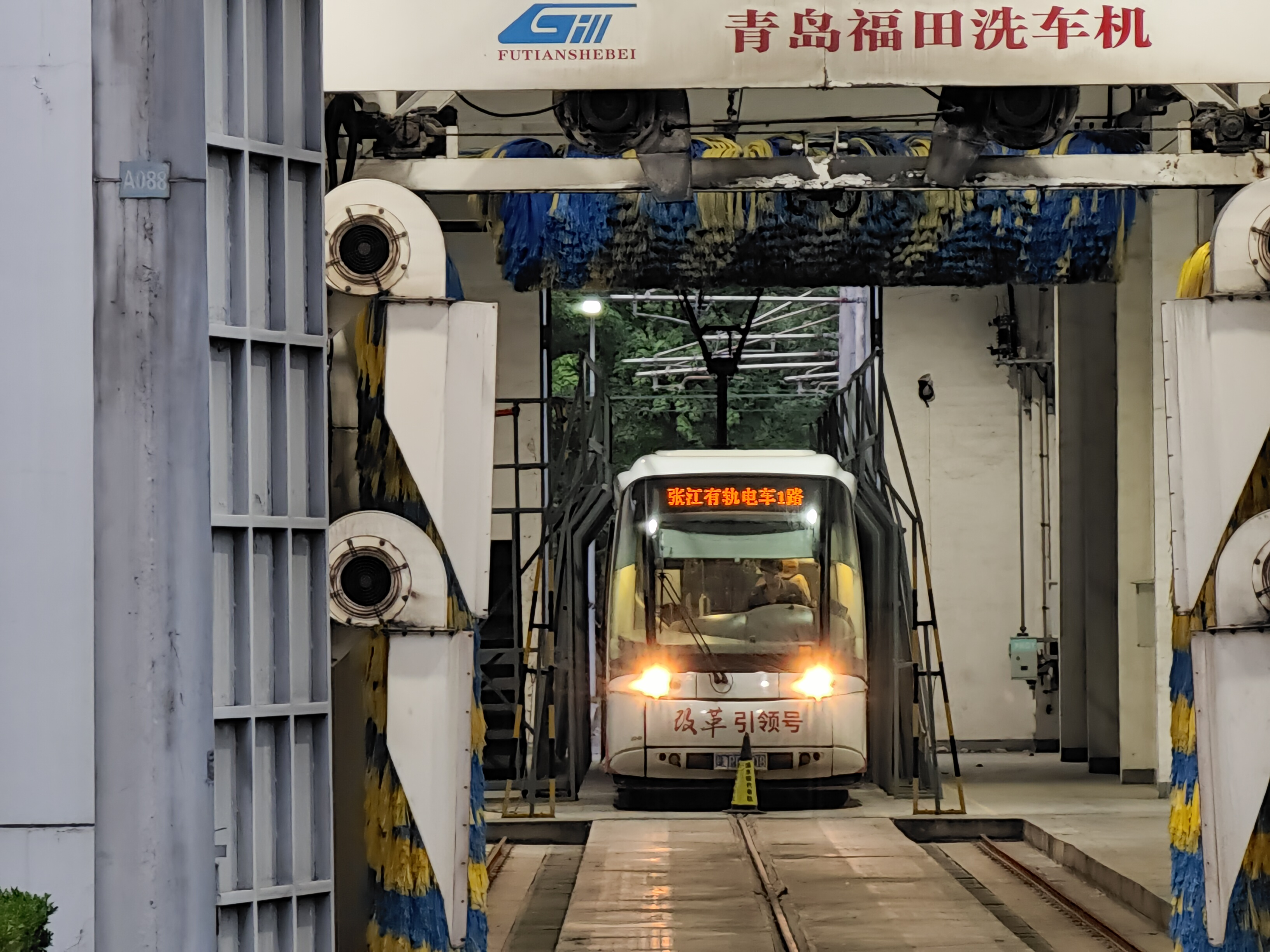
张江有轨电车使用的胶轮导向电车，拍摄于集电港车辆段

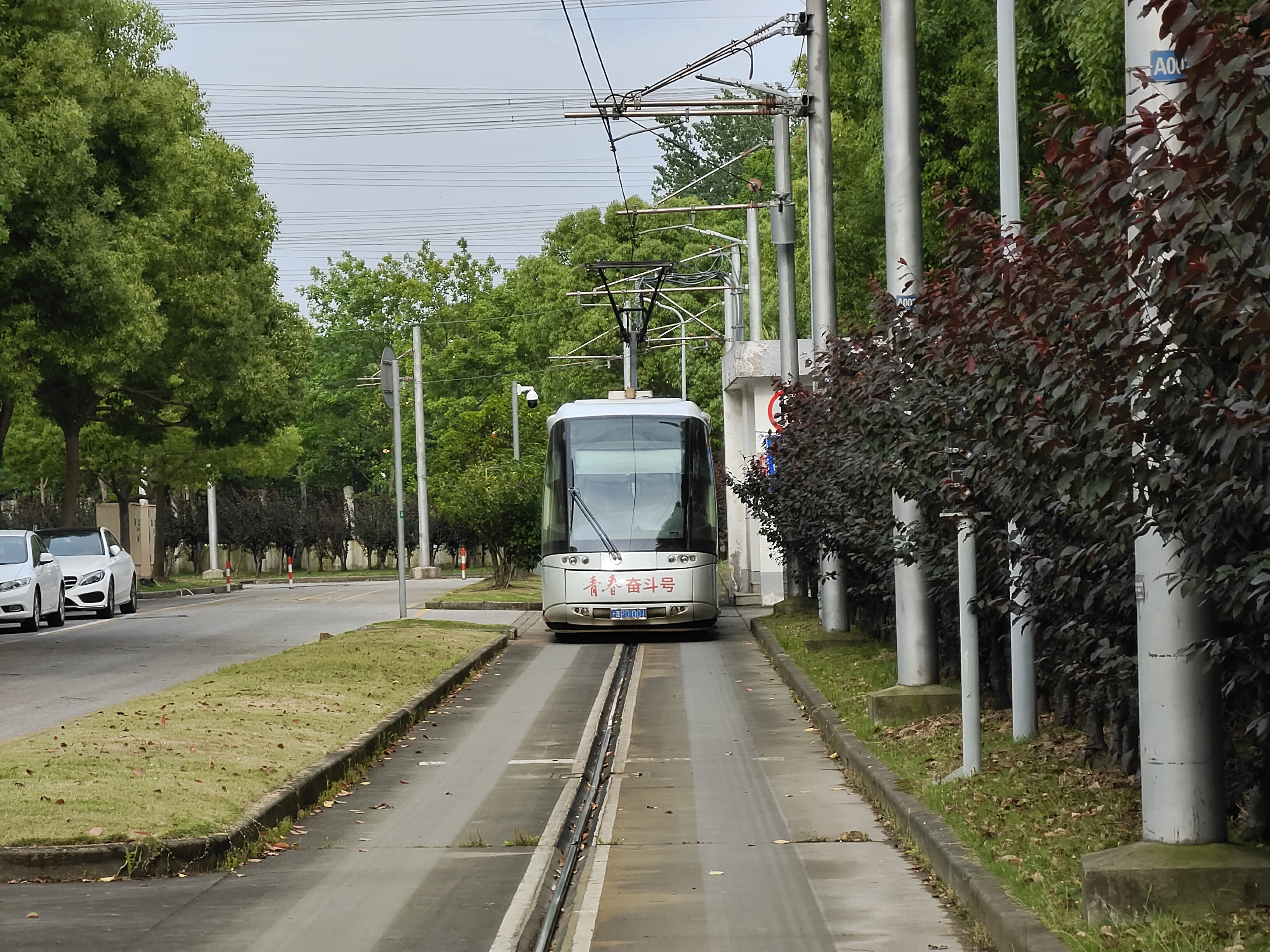
PD001列车在出库线上整装待发

本线配有9列法国劳尔公司的LOHR Translohr STE 3型胶轮导向电车，750伏直流供电，车长25米，核定载客167人，其中座位30个。

## 车辆基地

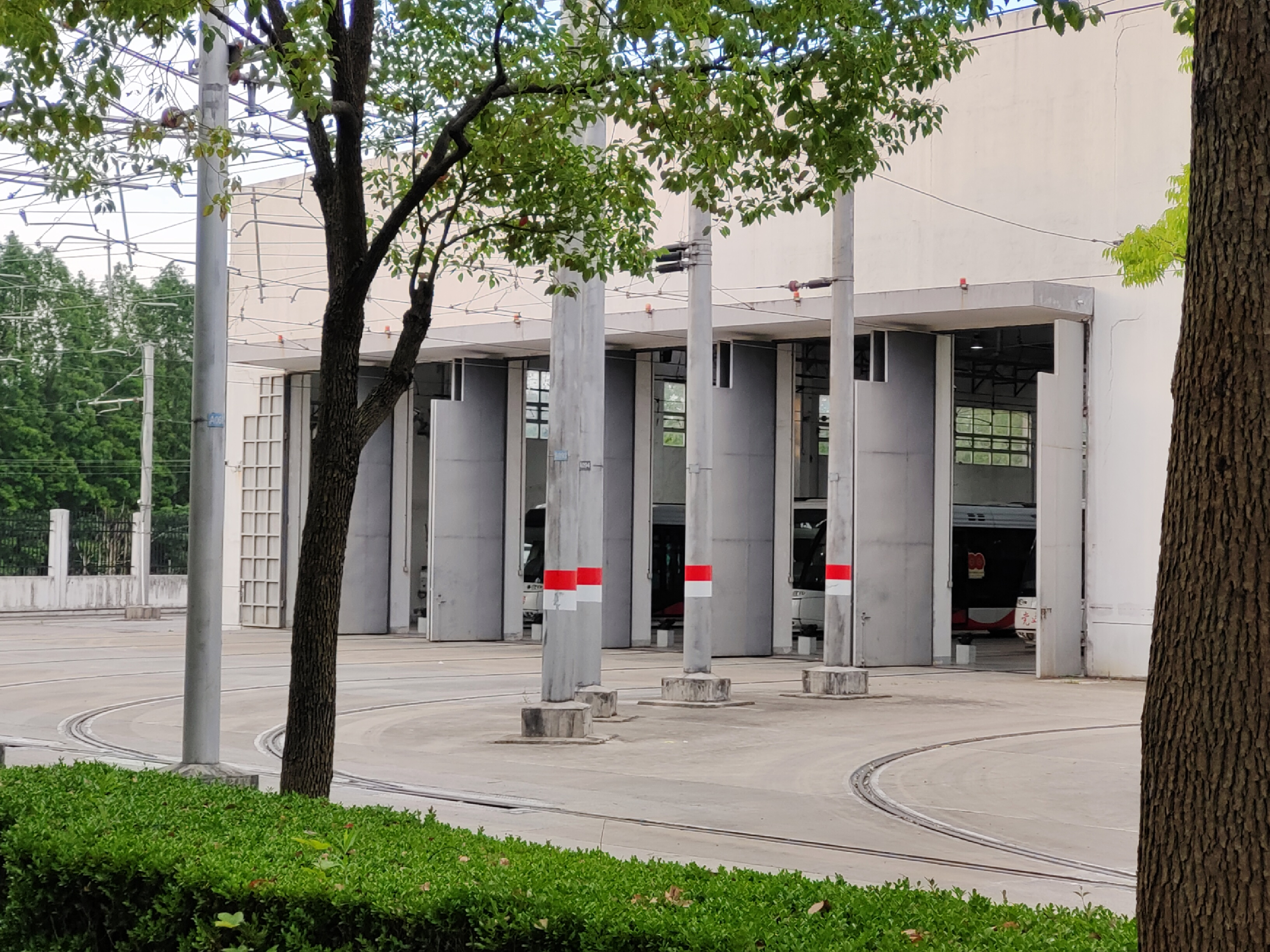
用于停放列车的停车房

张江有轨电车共拥有一座车辆基地，即集电港车辆段，位于张江集电港园区内的芳春路27号（原1号），负责本线配车的过夜停放及日常养护工作。

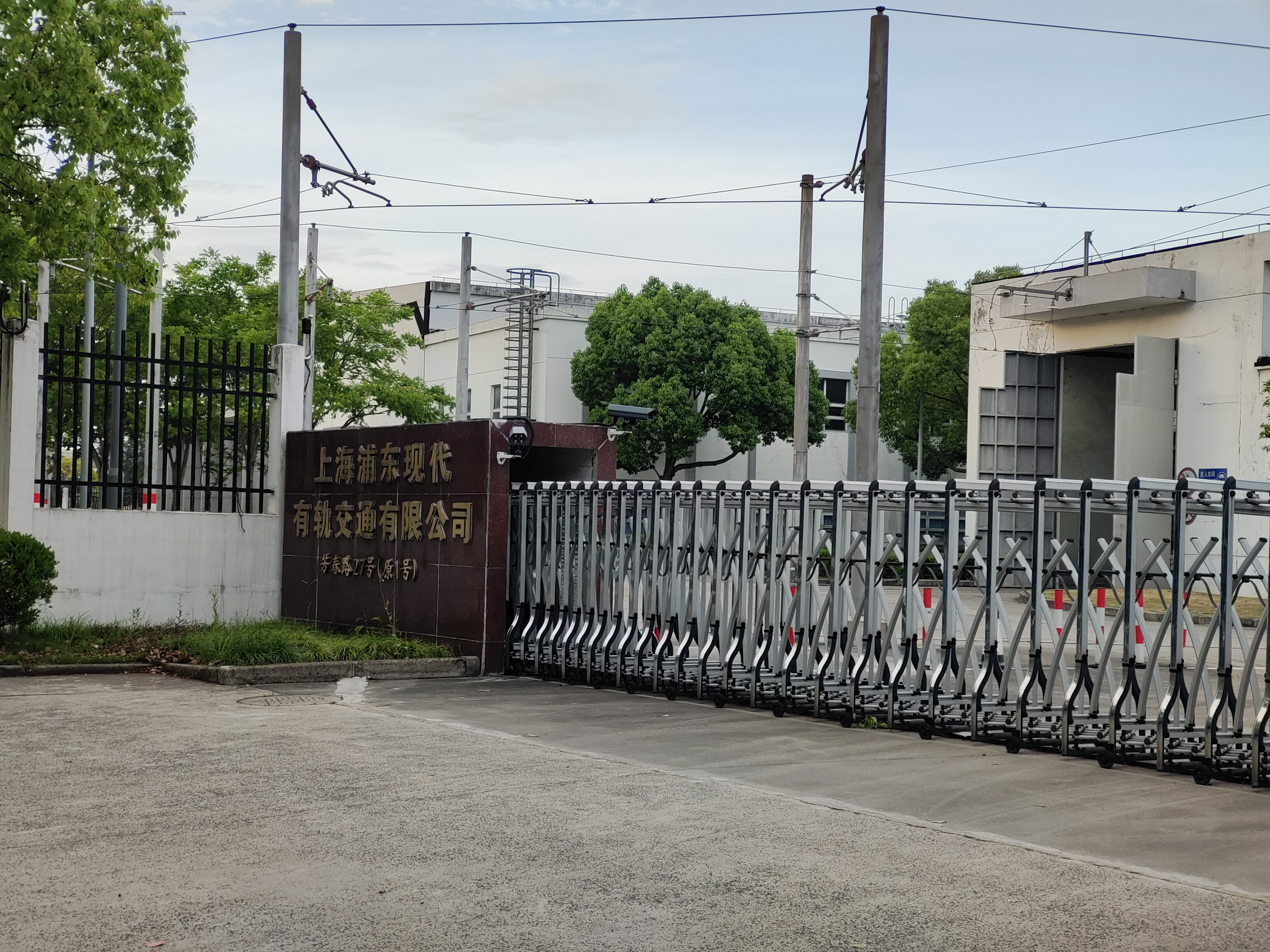
集电港车辆段正门

车辆基地主要由3栋建筑构成，从南向北依次为办公楼、车间、停车房。其中车间可负责列车检修及洗车工作；停车房最大可承担12列列车的停放工作。

## 運行情況
- 2013年，有报道指出，张江有轨电车的日均客流约6000-7000人次，却需要常备工程师，人员成本明显高于常规公交。对此同济大学轨道交通专家孙章表示这是由于有轨电车尚未形成网络运营所致[4]。
- 2015年，張江有轨电车运营负责人表示，张江有轨电车年亏2000多万元，现在仅靠借贷维持。一方面，线上客流状况冷热不匀，总体不如人意；另一方面，车辆维护成本极高，大部分零件靠进口，高昂的配件价格使经营方难以承受，落下大笔欠款，外方为此已停止部分零件供应，使车辆无法正常运行。由于连年亏损，张江有轨电车原计划延伸至浦东新区唐镇新市镇内的二期工程，以及未来三期工程等只能暂时搁置[5]。对此有人批评张江有轨电车的线路设计有着“先天不足”，沿线均为工作区，客流基本集中于上下班，从而导致运能浪费以及严重亏损[6]。
- 2021年4月1日，浦东现代有轨交通公司将张江有轨电车交予浦东杨高托管运营[7]。

## 停运

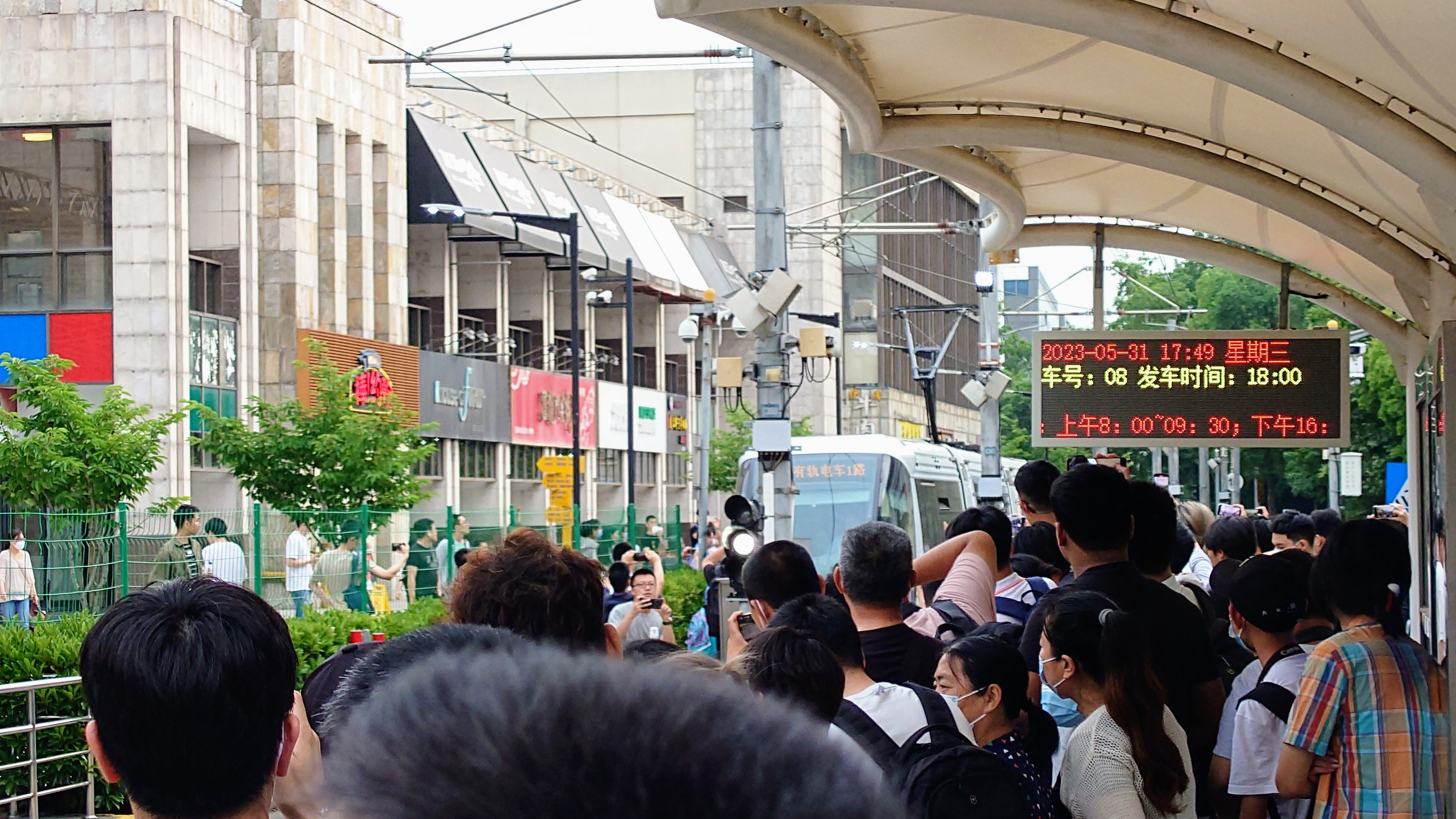
最后一班张江有轨电车驶入张江高科站

2023年1月16日起，张江有轨电车因车辆备件问题，运营时间调整为上午7:10-11:09、下午15:28-19:45；同年2月1日起再进一步压缩到上午8:00-9:30、下午16:30-18:00，即每天總共只有4对列車開通。
2023年5月底，上海浦东现代有轨交通有限公司发布张江有轨电车1路停运公告，称“以实事求是的原则以及从优化交通线网和提质增效的角度”作出停运决定。同年6月1日起，张江有轨电车1路正式停运，成为中国大陆暨珠海有轨电车1号线后，第二条全线停运的现代有轨电车（第三条是天津开发区导轨电车1号线，与张江有轨电车同一天停运且采用同一系统）。运营方同时开通走向设站完全相同的浦东112路替代。